# Mesoregione di São José do Rio Preto
São José do Rio Preto è una mesoregione dello Stato di San Paolo, in Brasile

## Microregioni
Comprende 8 microregioni:
- Auriflama
- Catanduva
- Fernandópolis
- Jales
- Nhandeara
- Novo Horizonte
- São José do Rio Preto
- Votuporanga

| Controllo di autorità | VIAF (EN) 137901563 |